# Quljeed

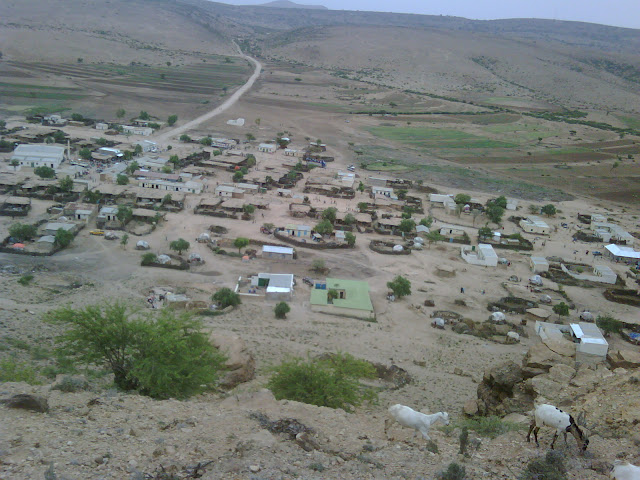
Quljeed

Quljeed (ook: Quljed, Qulujeed, Qoljeit) is een dorp in het District Borama in de regio Awdal in het westen van Somaliland; en is dus formeel gelegen in Somalië omdat Somaliland geen erkende staat is.
Het dorp ligt op meer dan 1500 m hoogte in de bergen, op minder dan 1 km afstand van de Ethiopische grens. Het is omgeven door relatief vruchtbare landerijen. Er is een forse moskee. Quljeed is de geboorteplaats van Dahir Riyale Kahin, die van 3 mei 2002 tot 27 juli 2010 de derde president was van Somaliland.

## Klimaat
Het klimaat van Quljeed is erg gematigd vanwege de grote hoogte. De gemiddelde jaartemperatuur is 20,3 °C. Juni is de warmste maand, gemiddeld 23,7 °C; januari is het koelste, gemiddeld 16,5 °C. De jaarlijkse regenval bedraagt ca. 592 mm (ter vergelijking: in Nederland ca. 800 mm). Van oktober t/m februari valt er weinig regen, minder dan 25 mm per maand. April-mei en juli-september zijn het natste met max. 124 mm in augustus. De neerslag fluctueert overigens sterk van jaar tot jaar.